# Utan gräns
Utan Gräns är en samlingsskiva av Björn Ehrling, utgiven 1976.

## Låtförteckning
| A1 | Sången Om Julian Grimau                                                                                |
| A2 | Vanceremos - Vi Skall Segra                                                                            |
| A3 | Soldaten Flute – Björn J:Son Lindh Guitar – Hasse Rosén Flute – Björn J:Son Lindh Guitar – Hasse Rosén |
| A4 | Alla Tillsammans                                                                                       |
| A5 | Hur Mycket Längre Ska Vi Vänta Kamrater                                                                |
| A6 | Signalen                                                                                               |
| B1 | Till Allende                                                                                           |
| B2 | Balladen Om Flykten                                                                                    |
| B3 | Den Svarta Tuppen                                                                                      |
| B4 | Vi Räcker Våra Händer                                                                                  |
| B5 | Var Du Med Runt Bålet                                                                                  |
| B6 | Uppmuntran Electric Piano – Björn J:Son Lindh                                                          |